# Варберг (Швеция)
Ва́рберг (швед. Varberg) — город в лене Халланд, на юго-западе Швеции.

## История
Изначально (в XIV веке) город носил название Йетачер (Getakär), но в начале XV века был переименован по близлежащей крепости в Варберг.

## Достопримечательности
Варберг расположен на западном побережье страны и славится своими песчаными пляжами. К северу от города побережье слегка меняется и песчаные пляжи переходят в каменные террасы.
Варберг — популярный летний курорт и многие жители из промышленных городов, таких как Бурос, либо проводят в Варберге лето, либо приезжают туда на несколько дней на отдых.
В городе находится Варбергская крепость, заложенная ещё в последней четверти XIII века. В её центральной части — замке — размещается Варбергский музей, в котором выставлены предметы из так называемой «бокстенской находки».

## Население
Население города — 26 041 человек (2005), с пригородами — 56 673 человек (2009).

## Известные уроженцы и жители
- Андерс Ларссон — борец, чемпион олимпийских игр 1920 года
- Перттула, Макс[фин.] (род. 1972) — финский парфюмер.[3]